# Melinoides ignea
Melinoides ignea är en fjärilsart som beskrevs av W. Warren 1907. Melinoides ignea ingår i släktet Melinoides och familjen mätare. Inga underarter finns listade i Catalogue of Life.